# Barra d'equilibri

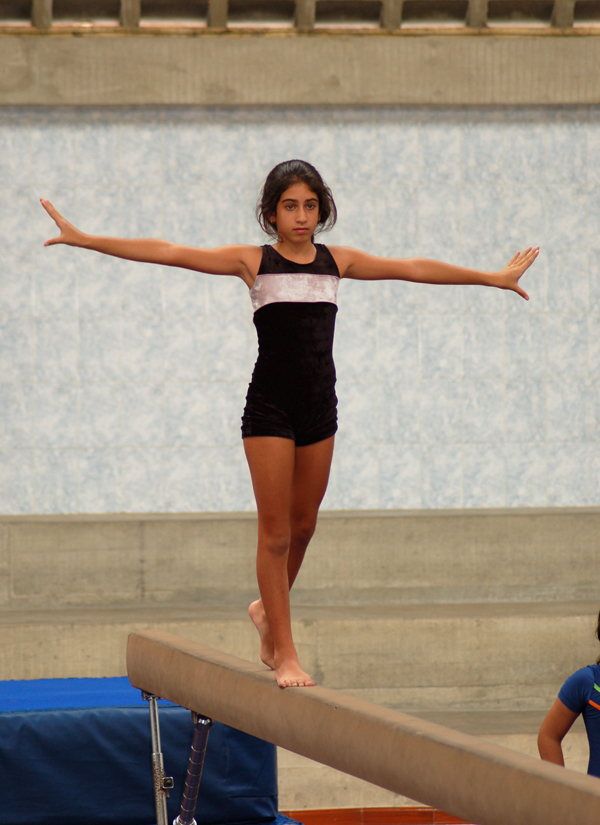
Jove gimnasta a la barra d'equilibri

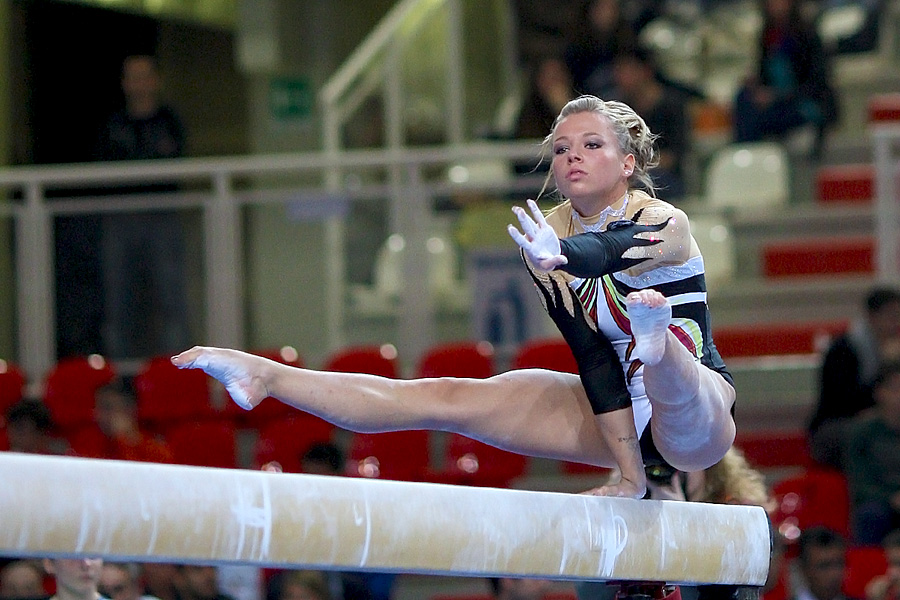
Dorina Böczögő, 2012.

La barra d'equilibri és un aparell gimnàstic utilitzat en la gimnàstica artística.
És una prova exclusivament femenina. La gimnasta realitza una coreografia de 60 segons de durada damunt d'una barra d'equilibri de només 10 centímetres d'amplada. L'exercici s'inicia des del terra, d'on se salta fins a la barra per a realitzar l'actuació i finalitza amb un nou salt de retorn a terra. La rutina és una barreja d'habilitats acrobàtiques, elements de dansa, salts i postures que esdevenen de gran dificultat.
Originàriament era una barra de fusta polida. Des dels anys 80 la barra és recoberta d'una pell que ajuda a evitar les relliscades.

## Dimensions
Les mesures de l'aparell són publicades per la FIG a l'opuscle Apparatus Norms.
- Altura: 125 cm
- Longitud: 5 m
- Amplada: 10 cm